# Monneella bicolor
Monneella bicolor là một loài bọ cánh cứng trong họ Cerambycidae.